# 1981 RQ
1981 RQ är en asteroid i huvudbältet som upptäcktes den 7 september 1981 av den tjeckiske astronomen Antonín Mrkos vid Kleť-observatoriet i Tjeckien.
Asteroiden har en diameter på ungefär 6 kilometer och den tillhör asteroidgruppen Eunomia.